# Gottfried Silbermann

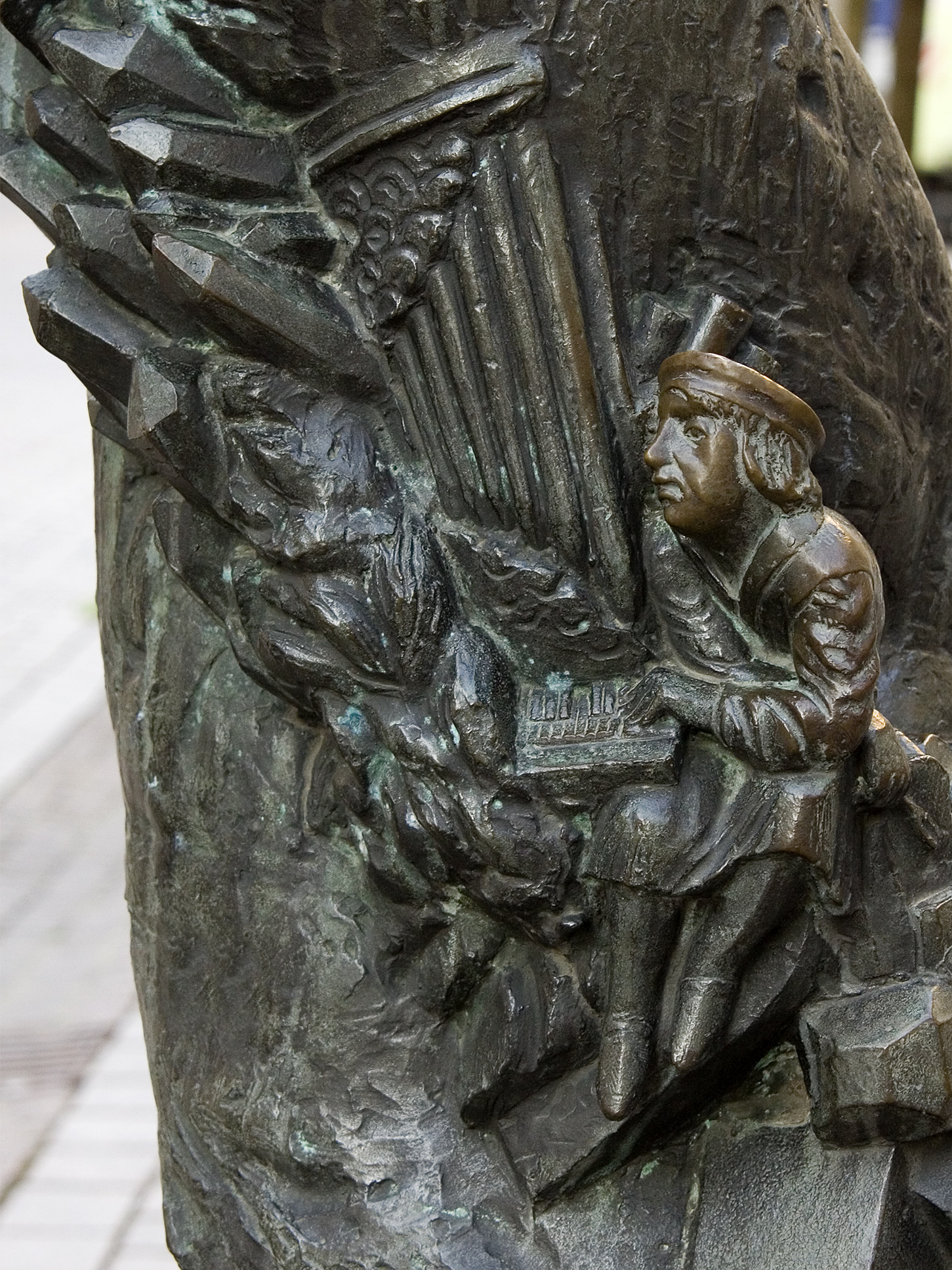
Chi tiết của một đài phun nước (Fortuna-Brunnen) thể hiện Gottfried Silbermann, tại Freiberg.

Gottfried Silbermann (14 tháng 1 năm 1683 - 4 tháng 8 năm 1753) là nhà chế tạo các nhạc cụ bàn phím người Đức, như đàn harpsichord, clavichord, organ và fortepiano.

## Cuộc đời
Ông sinh ra ở Kleinbobritzsch và học chế tạo đàn organ từ anh trai mình ở Straßburg. Năm 1711, ông mở xưởng riêng của mình ở Freiberg và sau đó vào năm 1723 được ban tặng danh hiệu Königlich Polnischen und Churfürstlich Sächsischen Hof- und Landorgelmachers ("Nhà chế tạo đàn organ danh dự cho Đức Vua Ba Lan và Tuyển hầu tước bang Sachsen'') bởi Frederick I. Gottfried Silbermann thiết kế và chế tạo khoảng 50 cây đàn organ. Cây organ Hofkirche và của Nhà thờ Freiberg được cho là các tác phẩm vĩ đại nhất của ông.

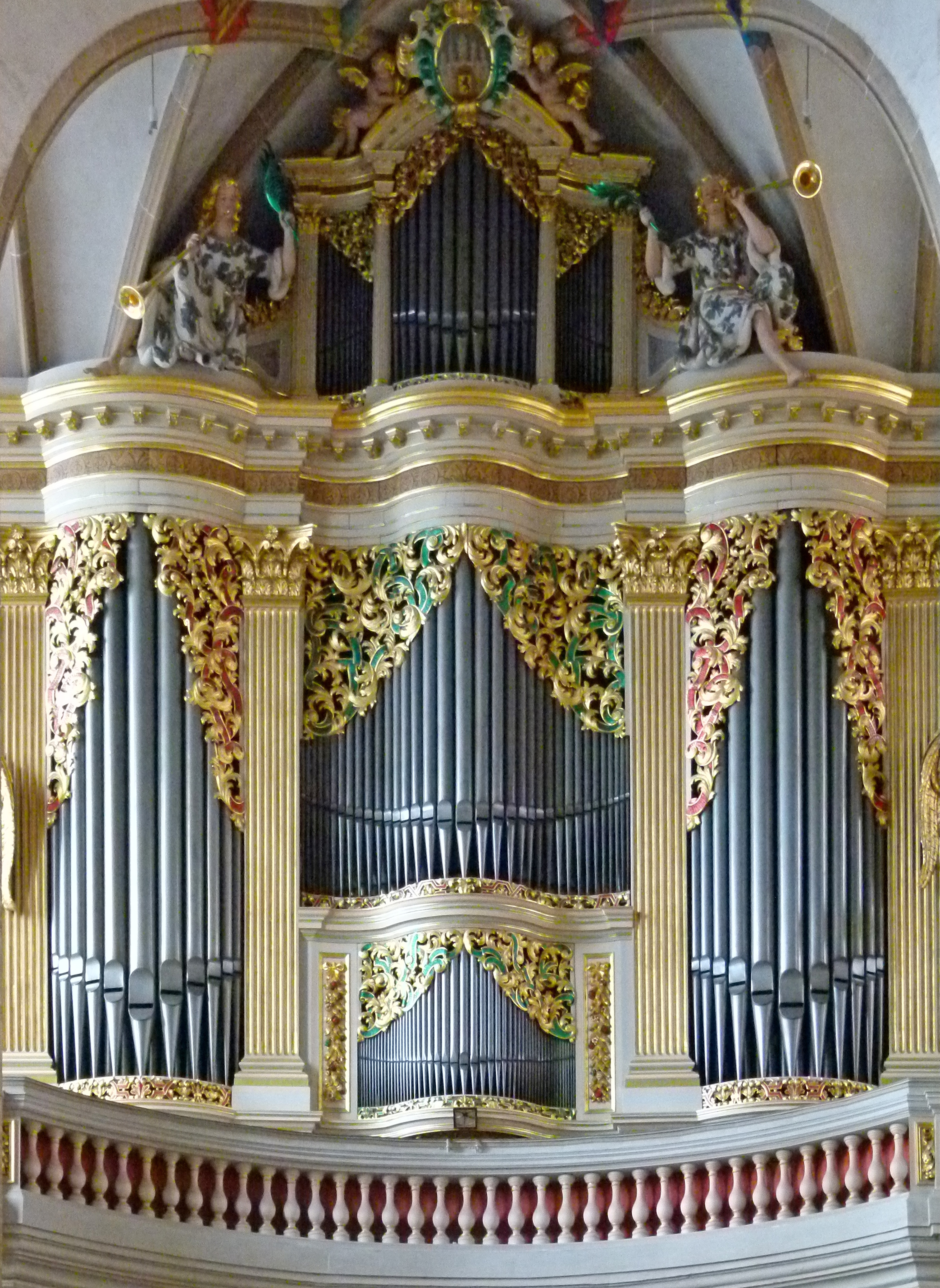
Đàn ống Silbermann tại [https://www.freiberg.de/en/culture-tourism/sights/cathedral-of-st-mary-with-silbermann-organs Nhà thờ Freiberg

Silbermann cũng là một nhân vật quan trọng trong lịch sử piano. Ông đã chế tạo cây đàn fortepiano đầu tiên của nước Đức, truyền bá lại cho những người chế tạo piano sau này những ý tưởng quan trọng của Bartolomeo Cristofori (người phát minh ra đàn piano). Bằng chứng từ Universal-Lexicon của Johann Heinrich Zedler chỉ ra rằng cây đàn piano đầu tiên của Silbermann được chế tạo vào năm 1732. Trong những năm 1740, Vua Frederick Đại đế của nước Phổ đã biết đến những cây đàn piano của Silbermann và mua một vài cây. Ông đã thuê Carl Philipp Emanuel Bach, lúc đó đang chơi một cây đàn fortepiano của Silbermann và viết nhạc cho loại đàn fortepiano đặc biệt này. Chúng cũng được chơi bởi Johann Sebastian Bach trong chuyến thăm của ông đến Potsdam. Những cây đàn piano của Silbermann đã được Bach "chấp thuận hoàn toàn" ("völlige Gutheißung").
Ngày nay hai trong số những cây đàn piano của Silbermann vẫn được đặt trong cung điện của Frederick ở Potsdam. Ngoài ra còn có một cây đàn piano Silbermann nguyên bản hiện đang được lưu giữ ở Bảo tàng Quốc gia Germanisches. Năm 2020, Paul McNulty đã chế tạo một bản sao cây đàn của Gottfried Silbermann phiên bản năm 1749. Cây đàn được ông làm dành cho nhà âm nhạc học Malcolm Bilson.